# Chassenard
 Chassenard  là một xã ở tỉnh Allier thuộc miền trung nước Pháp.